# Kielanodon
Kielanodon is een geslacht van uitgestorven zoogdieren uit het Laat-Jura van Portugal. Het was een relatief vroeg lid van de orde Multituberculata. Het leefde tijdens het Mesozoïcum, ook wel bekend als het tijdperk van de dinosauriërs. Het is geplaatst in de onderorde Plagiaulacida, familie Paulchoffatiidae.
Het geslacht Kielanodon, wat 'Kielan's tand' betekent naar Zofia Kielan-Jaworowska, werd in 1987 door Gerhard Hahn benoemd. De typesoort is Kielanodon hopsoni. De soortaanduiding eert James Allen Hopson, een gezaghebbend expert op het gebied van de Therapsida.
Het geslacht is bekend van fossielen gevonden in lagen uit het Kimmeridgien (Laat-Jura) van de bruinkoolmijn van Guimarota, Portugal. De identificatie is gebaseerd op twee bovenkaken en een losse tand. Het holotype is V. J. 463-155, een rechterbovenkaaksbeen. Specimen V. J. 464-155 is een tweede rechterbovenkaaksbeen. Specimen V. J. 382-155 is een derde premolaar, in 1969 nog toegewezen aan Kuehneodon.